# Studije medija
Studije medija su disciplina i polje studija koje se bavi sadržajem, istorijom i efektima različitih medija; naročito masovnih medija. Studije medija mogu se oslanjati na tradicije, kako iz društvenih, tako i iz humanističkih nauka, ali uglavnom iz svojih osnovnih disciplina masovne komunikacije, komunikacije, komunikacionih nauka i komunikologije.
Istraživači takođe mogu razvijati i koristiti teorije i metode iz niza drugih disciplina, uključujući kulturološke studije, retoriku (poput digitalne retorike), filozofiju, teoriju književnosti, psihologiju, političke nauke, političku ekonomiju, ekonomiju, sociologiju, antropologiju, socijalnu teoriju, istoriju umetnosti i kritiku, filmsku teoriju i teorija informacija.

## Istorija
Za istoriju polja pogledajte Istorija medijskih studija. Prvi program studija medijskih studija u Sjedinjenim Državama uveo je Džon Kulkin u Novoj školi 1975. godine, u kojoj je od tada diplomiralo više od 2.000 učenika. Kulkin je bio odgovoran za dovođenje Maršala Makluhana u Fordham 1968. godine, a potom je osnovao Centar za razumevanje medija, koji je postao program Nove škole.

## Studije medija po zemljama

### Australija
Mediji se proučavaju kao široka tema u većini australijskih država, pri čemu je država Victoria svetski lider u razvoju kurikuluma. Studije medija u Australiji prvi put su razvijene kao područje studija na viktorijanskim univerzitetima početkom 1960-ih, a u srednjim školama sredinom 1960-ih.
Danas gotovo svi australijski univerziteti obuhvataju kurseve medijskih studija. Prema izveštaju australijske vlade „Izuzetnost u istraživanju za Australiju”, vodeći univerziteti u zemlji za studije medija (koji su po metodologiji bodovanja u izveštaju bili visoko iznad svetskih standarda) su Univerzitet Monaš, QUT, RMIT, Univerzitet u Melburnu, Univerzitet u Kvinslendu i UTS.
U srednjim školama, rani kurs filmskih studija počeo je da se predaje kao deo viktorijanskog nižeg srednjeg programa sredinom 1960-ih. Početkom 1970-ih, predavao se prošireni kurs za studije medija. Kurs je postao deo srednjoškolskog kurikuluma (kasnije poznat kao Viktorijanski certifikat o obrazovanju ili VCE) tokom 1980-ih. Od tada je postao i ostaje snažna komponenta VCE. Značajne ličnosti u razvoju viktorijanskog srednjoškolskog programa bili su dugogodišnji nastavnik Rasdenskog koledža medija Peter Grinavej (koji nije britanski filmski reditelj), Trevor Bar (koji je autor jedne od prvih knjiga o medijima, Reflekcije realnosti) i kasnije Džon Mari (koji je autor Kutije u uglu, U fokusu i 10 lekcija u razumevanju filma).
Danas su australijske države i teritorije u kojima se predaju medijske studije na sekundarnom nivou Australijska prestonična teritorija, Severna teritorija, Kvinslend, Južna Australija, Viktorija i Zapadna Australija. Studije medija se trenutno ne predaju u državi Novi Južni Vels na sekundarnom nivou.
U Viktoriji, kurs medijskih studija VCE je strukturiran kao: Jedinica 1 - Reprezentacija, Tehnologije predstavljanja i Novi mediji; Jedinica 2 - Produkcija medija, australijske medijske organizacije; Jedinica 3 - Narativni tekstovi, planiranje produkcije; i Jedinica 4 - Medijski proces, društvene vrednosti i uticaj medija. Studije medija takođe čine značajan deo osnovnog i nižeg srednjoškolskog nastavnog programa, a uključuju područja kao što su fotografija, štampani mediji i televizija.

### Kanada
U Kanadi su studije medija i studije komunikacija uključene u iste departmane i pokrivaju širok spektar pristupa (od kritičke teorije do organizacija do stvaranja istraživanja i političke ekonomije). Tokom vremena su se razvila istraživanja koja koristea teorije i metode iz studija kulture, filozofije, političke ekonomije, teorije roda, seksualnosti i rasa, menadžmenta, retorike, teorije filma, sociologije i antropologije. Harold Inis i Maršal Makluhan su poznati kanadski naučnici po njihovim doprinosima u polju medijske ekologije i političke ekonomije u 20. veku. Oni su u to vreme bili važni članovi škole komunikacija u Torontu. U novije vreme, Škola u Montrealu i njen osnivač Džejms R. Tejlor značajno su doprineli polju organizacione komunikacije fokusirajući se na ontološke procese organizacija.
Univerzitet Karleton i Univerzitet Zapadnog Ontarija su 1945. i 1946. godine, respektivno, ovormili novinarske specijalističke programe ili škole. Program novinarstva takođe je stvoren na Rajersonu 1950. godine. Prvi komunikacijski programi u Kanadi pokrenuti su na univerzitetima Rajerson i Konkordija. Program radijske i televizijske umetnosti u Rajersonu pokrenut je 1950-ih, dok su programi filma, medijskih studija/medijske umetnosti i fotografije takođe nastali iz programa započetih 1950-ih. Odeljenje za komunikologije u Konkordiji stvoreno je krajem 1960-ih. Rajersonovi programi za radio i televiziju, film, medije i fotografiju bili su poznati sredinom 1970-ih, i njegove programe su kopirali drugi koledži i univerziteti na nacionalnom i međunarodnom nivou.
Makluhan je izjavio da je „tehnika fragmentacije koja je suština mašinske tehnologije” oblikovala restrukturiranje ljudskog rada i udruživanja, a „suština tehnologije automatizacije je suprotna”. Za uspostavljanje ove veze i objašnjenja „medijum je poruka”, on koristi primer električnog svetla. Električno svetlo je čista informacija i medijum je bez poruke, osim ako se koristi za zapisivanje nekog verbalnog oglasa ili imena. Karakteristika svih medija je da je „sadržaj” bilo kog medija uvek drugi medijum. Na primer, sadržaj pisanja je govor, napisana reč je sadržaj štampe, a štampa je sadržaj telegrafa. Promena koju medijum ili tehnologija unose u ljudske poslove je „poruka”. Ako se električno svetlo koristi za fudbal u petak uveče ili za osvetljavanje vašeg stola, možete tvrditi da su sadržaj električnog svetla ove aktivnosti. Činjenica da je medijum taj koji oblikuje i kontroliše oblik ljudskog udruživanja i delovanja čini ga porukom. Električno svetlo je često previđeno kao komunikacioni medijum, jer nema nikakav sadržaj. Tek kada se električna svetlost koristi za pisanje naziva brenda, smatra se kao medijumom. Slično radiju i drugim masovnim medijima, električna svetlost eliminiše vremenske i prostorne faktore u ljudskom udruživanju stvarajući dublje učešće. Makluhan je uporedio „sadržaj” sa sočnim komadom mesa koje provalnik nosi da bi odvratio pažnju „psa čuvara uma”. Efekat medija je snažan, jer mu se daje drugi medijski „sadržaj”. Sadržaj filma je knjiga, predstava ili možda čak i opera.

### Kina
U Kini postoje dva univerziteta koja su se specijalizovala za studije medija. Kineski univerzitet za komunikacije, ranije poznat kao Pekinški institut za radiodifuziju, datira još od 1954. CUC ima 15.307 redovnih studenata, uključujući 9264 dodiplomaca, 3512 doktorskih i magistarskih kandidata, i 16780 studenata u programima kontinuiranog obrazovanja. Drugi univerzitet poznat po studijama medija u Kini je Džeđanški univerzitet za medije i komunikacije (ZUMC) koji ima kampus u Hangdžou i Tongsjangu. Skoro 10.000 redovnih studenata trenutno studira u preko 50 programa na 13 koledža i škola ZUMC-a. Ove dve institucije proizvele su neke od najsjajnijih kineskih televizijskih talenata, kao i vodeće novinare u časopisima i novinama.

### Ujedinjeno Kraljevstvo
U Ujedinjenom Kraljevstvu, medijske studije su razvijene šezdesetih godina iz akademskih studija anglistike i šire iz književne kritike. Ključni datum, prema Endru Kriselu, je 1959. godina:
Kada je Džozef Trenaman napustio BBC-ovu Jedinicu za dalje obrazovanje da bi postao prvi nosilac Granadske istraživačke stipendije za televiziju na Univerzitetu u Lidsu. Ubrzo nakon 1966. godine, na Univerzitetu u Lesteru osnovan je Centar za istraživanje masovnih komunikacija, a diplomski programi iz medijskih studija počeli su da niču na politehnici i drugim univerzitetima tokom 1970-ih i 1980-ih.
Džejms Haloran sa Univerziteta u Lesteru je imao veliki uticaj na razvoju studija medija i komunikologije, kao šef univerzitetskog Centra za istraživanje masovnih komunikacija i osnivač Međunarodne asocijacije za istraživanje medija i komunikacija. Studije medija se sada predaju u celoj Velikoj Britaniji. One su deo nastavnog programa u ključnim fazama 1–3, početni nivo, GCSE i na A nivou, a Škotska uprava za kvalifikacije nudi formalne kvalifikacije na više različitih nivoa. To se nudi putem velikog broja ispitnih odbora, uključujući  i .
Mnogo istraživanja na polju studija novinskih medija vodio je Rojtersov institut za studije novinarstva. Detalji istraživačkih projekata i rezultati objavljeni su u godišnjem izveštaju RISJ.

## Literatura
- Mead, George Herbert. "Obstacles and Promises in the Development of an Ideal Society." Mind, Self & Society, pp. 317–28. Chicago: University of Chicago Press, 1934.
- Dewey, John. "Search for the Great Community." The Public and Its Problems, pp. 143–84. New York: Henry Holt & Co., 1927. "Nature, Communication, and Meaning." Experience and Nature, pp. 138–70.
- Lee, Alfred M. (With Elizabeth Briant Lee) (1937). The Fine Art of Propaganda: A Study of Father Coughlin’s Speeches.
- Lasswell, Harold. (1937). Propaganda Technique in the World War. стр. 214—22. ISBN 0-8240-0458-2.
- Lasswell, Harold (1937). „Propaganda”. Encyclopedia of the Social Sciences. стр. 521—27.
- Hovland, Carl I.; Arthur A. Lumsdaine; Fred D. Shefield (1949). „Experiments in Mass Communication”. Studies in the Social Psychology in World War II, American Soldier Series. New York: Macmillan. 3: 3—16, 247—79.
- Adorno, Theodor W. (1945). „A Social Critique of Radio Music”. Kenyon Review. 7: 208—17.
- Gitlinn, Todd (1974). Media Sociology: the Dominant Paradigm.
- Chaffee, Steven H., & Hockheimer, J.. "The Beginnings of Political Communication Research in the United States: Origins of the ‘Limited Effects’ Model." The Media Revolution in America & Western Europe, pp. 267–96. Ed. Ev Rogers & F. Balle. Norwood, N.J.: Ablex, 1985.
- Hutchby, Ian (2006). Media Talk: Conversation Analysis and the Study of Broadcasting. Berkshire: Open University Press. стр. 5. ISBN 0-335-20995-5.
- Hodge, R.; Tripp, D. (1986). Children and Television. Cambridge: Polity Press. ISBN 0-8047-1352-9.
- Palmer, P (1986). The Lively Audience: A Study of Children around the TV set. Sydney: Allen & Unwin. ISBN 0-86861-970-1.
- Fiske, John (1987). Television Culture. London: Routledge. стр. 68–9. ISBN 0-415-03934-7.

## Spoljašnje veze
- Медији везани за чланак Studije medija на Викимедијиној остави
- ‘Media Studies: Text, Production and Context' - How to do Media Studies by Paul Long and Tim Wall from Birmingham City University.
- The Media Literacy of Primary School Children - How far do Primary School children have the knowledge and skills to access media, make sense of the representations and images produced and to create their own? by Grant Strudley, University of Reading'